# Гопалгандж (зіла, Бангладеш)
Гопалгандж (бенг. গোপালগঞ্জ জেলা) — округ (бенгальською zilla) у окрузі Дакка в Бангладеш. У районі проживає близько 1 172 415 цивільних осіб, а його площа становить 1 490 осіб км2. Головне місто округу також називається Гопалгандж. Він стоїть на березі річки Мадхуматі і розташований на 23°00'47.67" N 89°49'21.41". Він межує з районом Фарідпур на півночі, районом Піроджпур і Багерхат на півдні, районом Мадаріпур і Барісал на сході та районом Нараїл на заході.
Гопалгандж поділяється на п'ять підрайонів (упазіла / тана).
Офіс заступника комісара Гопалганджа розробив веб-портал округу як www.gopalganj.gov.bd у рамках програми «Доступ до інформації» офісу прем’єр-міністра. Це було зроблено відповідно до концепції впровадження Digital Bangladesh чинного уряду.

## Історія
У 1800 році Преетірам Дас з Джанбазару, Калькутта придбав Макімпур Поргону (зараз у районі Гопалгандж) вартістю 19 тисяч так і став землевласником Поргони. Бабу Раджачандра Дас, 2- й син Прітрама Даса, був одружений на Рані Расмоні з клану Махіш'я 4 квітня 1804 року. Поміщик Раджачандра помер лише у віці 49 років, залишивши овдовілу дружину Рані Расмоні та трьох дочок 9 червня 1836 року. Падмамоні, старша дочка Рані Расмоні, вийшла заміж за Рамчандру і народила сімох дітей; Махендранатх, Ганешчандра та п'ять інших. Махендранат, старший син Падмамоні та Рамчандри, помер у передчасному віці, і Ганешчандра (другий син) став власником маєтку. Щоб висловити повагу до Рані Расмоні, орендарі маєтку Кхатра змінили ім'я Раджгандж Баджар на Гопалгандж (Гопал від Набо Гопал і Гандж від Ранджгандж) після імені Набо Гопала, сина Ганешчандри та правнука Рані Расмоні.

## Політика

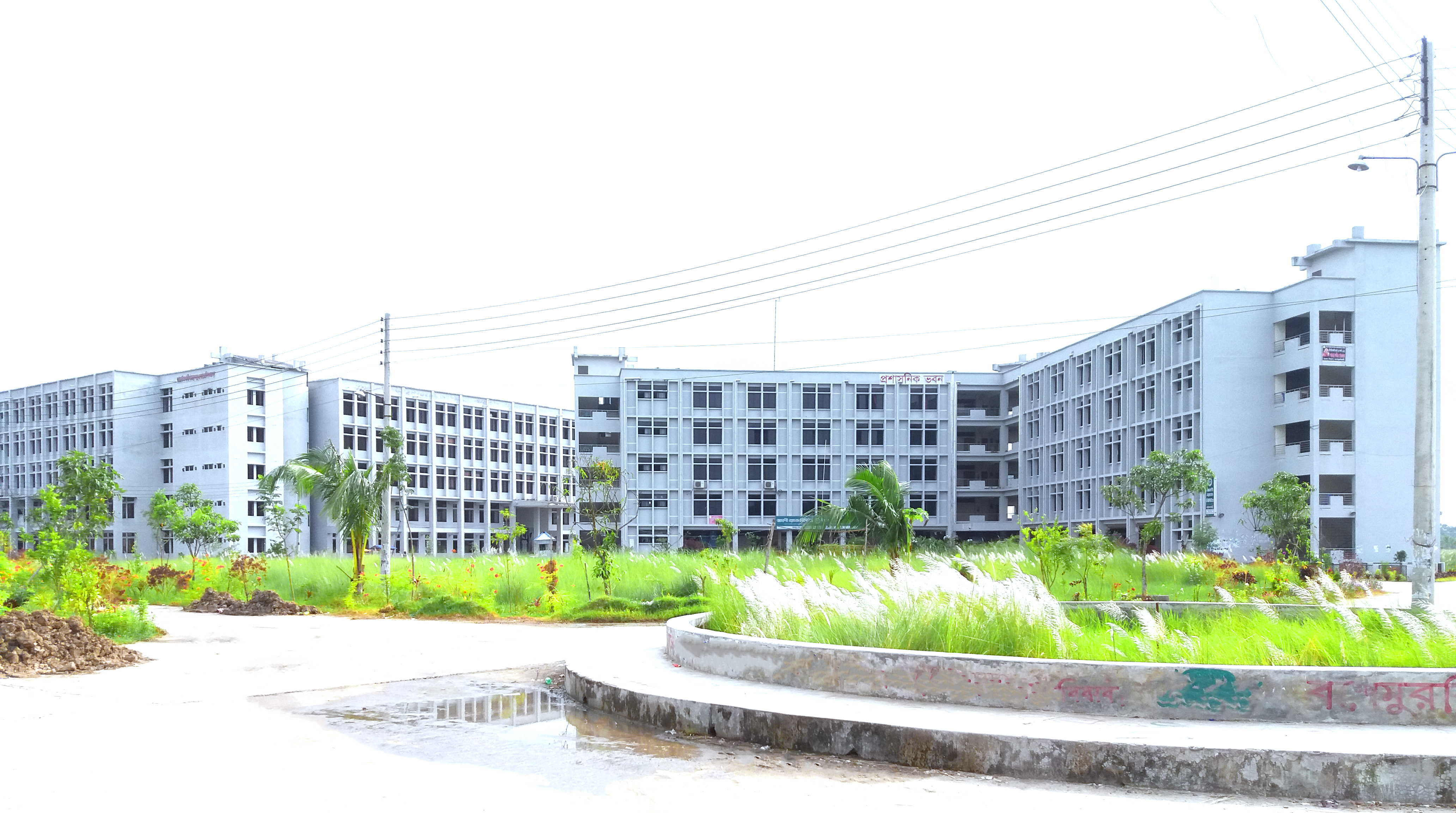
Університет науки та технологій Бангабандху Шейха Муджібура Рахмана, Гопалгандж

Гопалгандж має значне значення в політиці Бангладеш. Район є політичним бастіоном Ліги Авамі. Бангабандху Шейх Муджібур Рахман, батько нації та перший президент Бангладеш, походив із села Тунгіпара в окрузі та розпочав свою політичну кар'єру в цьому окрузі. Її Високоповажність Шейх Хасіна Ваджед, нинішній прем’єр-міністр Бангладеш, також походить з того ж району. Шейх Фазлул Хак Мані, його племінник, також був обраний до парламенту від виборчого округу Гопалгандж-2. На жаль, і Рахман, і його племінник були вбиті 15 серпня 1975 року.

## Географія
- Річки: Гарай, Модгумоті, Каліганга, канал маршруту Мадаріпур-Біл, Хунда, Гагор, річки Старий Кумар і річка Барашія тощо.
- Великі водойми/Beel/Haor/Baor: Borni Baor, Chandar beel і Baghyar beel.

### Клімат
| Клімат Гопалгандж     | Клімат Гопалгандж | Клімат Гопалгандж | Клімат Гопалгандж | Клімат Гопалгандж | Клімат Гопалгандж | Клімат Гопалгандж | Клімат Гопалгандж | Клімат Гопалгандж | Клімат Гопалгандж | Клімат Гопалгандж | Клімат Гопалгандж | Клімат Гопалгандж | Клімат Гопалгандж |
| Показник              | Січ.              | Лют.              | Бер.              | Квіт.             | Трав.             | Черв.             | Лип.              | Серп.             | Вер.              | Жовт.             | Лист.             | Груд.             | Рік               |
| Середній максимум, °C | 25,7              | 28,6              | 33                | 34,4              | 34,4              | 32                | 31,1              | 31,1              | 31,7              | 31,4              | 29,2              | 26,2              |                   |
| Середній мінімум, °C  | 11,9              | 14,4              | 19,5              | 23,3              | 24,8              | 25,5              | 25,6              | 25,8              | 25,6              | 23,8              | 18,5              | 13,3              |                   |
| Норма опадів, мм      | 10                | 21                | 46                | 102               | 202               | 343               | 351               | 313               | 236               | 147               | 30                | 8                 | 1809              |
| --------------------- | ----------------- | ----------------- | ----------------- | ----------------- | ----------------- | ----------------- | ----------------- | ----------------- | ----------------- | ----------------- | ----------------- | ----------------- | ----------------- |
| Джерело:              |                   |                   |                   |                   |                   |                   |                   |                   |                   |                   |                   |                   |                   |